# Merril Hoge
Merril DuAine Hoge (Pocatello, Idaho, 26 de janeiro de 1965) é um ex-jogador de futebol americano estadunidense. Ele disputou oito temporadas na NFL pelo Pittsburgh Steelers e Chicago Bears, aposentando-se após a temporada de 1994. Atualmente é analista de futebol da ESPN.